# Fuerzas Francesas del Interior

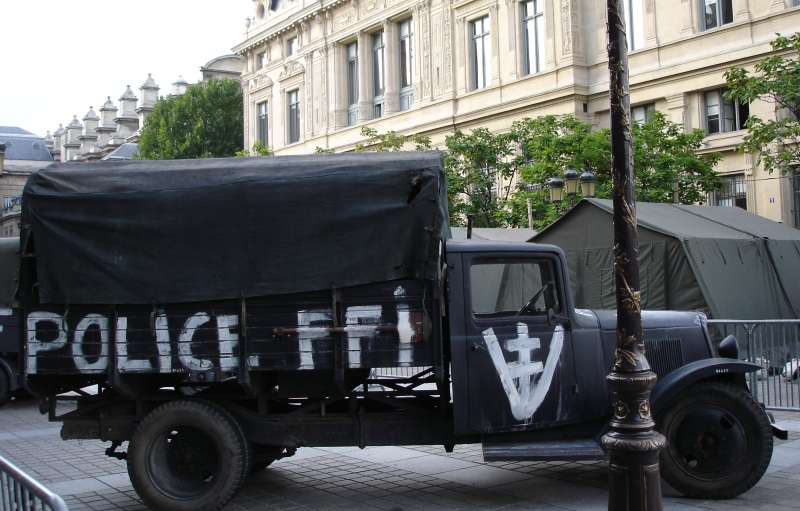
Vehículo con el emblema de las FFI exhibido en las calles de París durante las celebraciones del 60.º aniversario de la liberación de la ciudad.

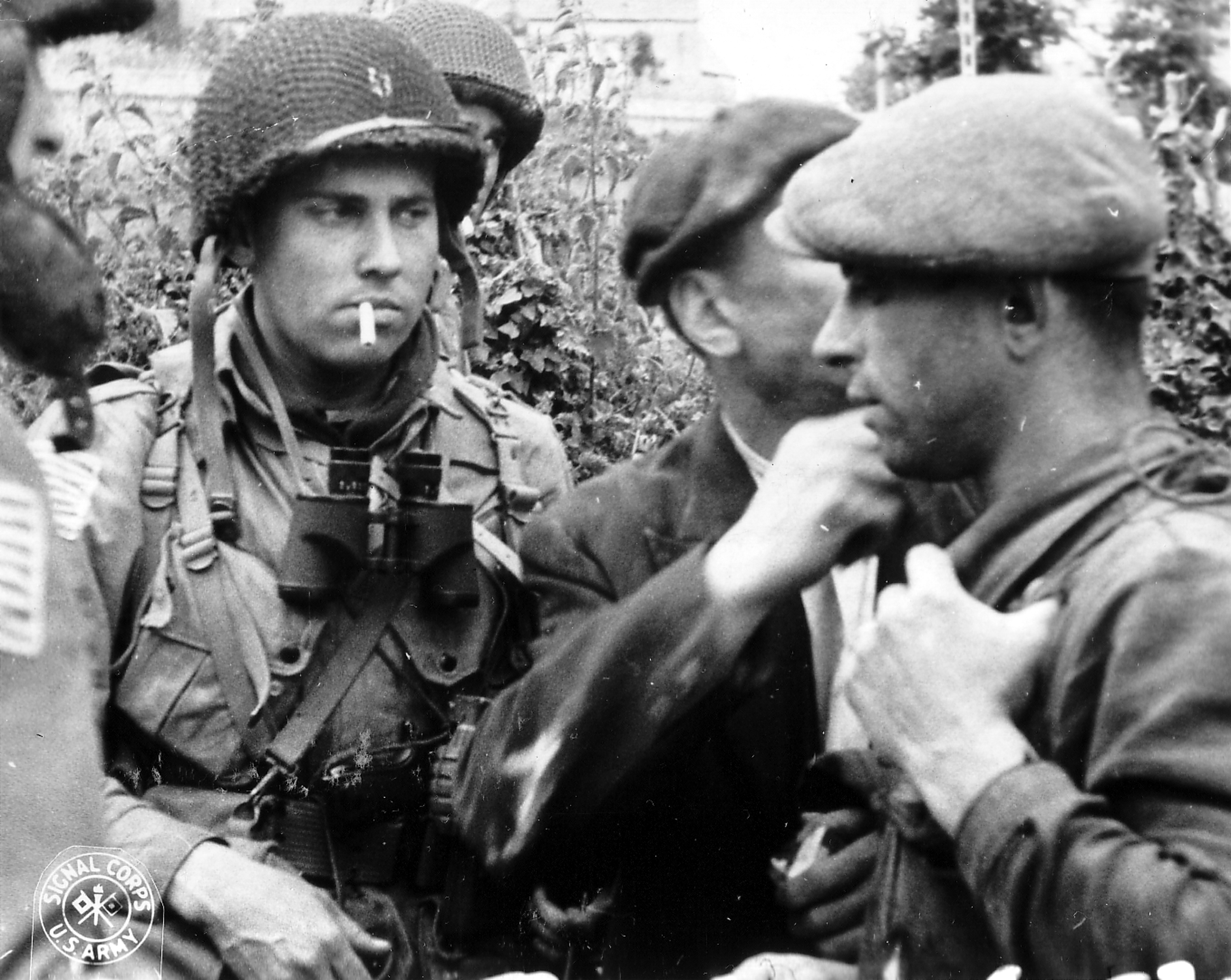
Guerrilleros de las FFI y tropas regulares aerotransportadas estadounidenses reunidas durante el Desembarco de Normandía en verano de 1944. Fuente: Conseil Régional de Basse-Normandie / National Archives USA. P012904.

Las Fuerzas Francesas del Interior (F.F.I.) (en francés: Forces françaises de l'intérieur) es la denominación empleada a partir de 1944, durante la Segunda Guerra Mundial, para designar al conjunto de organizaciones clandestinas de carácter militar que operaban en Francia, como la Armée secrète, la Organisation de résistance de l'armée, o los Francs-tireurs et partisans, en apoyo de las fuerzas aliadas. 
Las FFI fueron encuadradas en marzo de 1944 bajo el mando del general Pierre Koenig, destacando en las acciones de preparación al desembarco de Normandía y liberación posterior de numerosas ciudades de la Francia ocupada, bajo el mando del coronel Henri Rol-Tanguy, siendo que su número aumentó progresivamente conforme más áreas de la Francia metropolitana quedaban libres de la presencia del ejército alemán, posibilitando una movilización formal y organizada de los combatientes que hasta entonces habían integrado partidas de maquis enfrascadas en guerra de guerrillas.
Una de las preocupaciones principales del general Charles de Gaulle era la utilización de tropas regulares francesas para la lucha contra el Tercer Reich al lado de las fuerzas británicas y estadounidenses. Las tropas de la Francia Libre, reunidas desde junio de 1940, eran numéricamente muy pequeñas en las primeras fases de la guerra y se sustentaban primeramente en guarniciones del imperio colonial francés que rechazaban el armisticio con la Alemania Nazi; otra fuente de tropas eran individuos que lograban huir de la Francia metropolitana y se unían al movimiento de De Gaulle, o voluntarios de nacionalidad francesa residentes en el extranjero. 
Todas estas fuerzas no alcanzaban un número de soldados muy grande (en comparación con los que disponía Gran Bretaña o EE. UU.) pero la situación empezó a cambiar cuando en noviembre de 1942 tropas estadounidenses desembarcaron en las colonias francesas de Marruecos y Argelia y lograron que sus guarniciones respectivas se adhirieran a la Francia Combatiente (a partir del 13 de julio de 1942, la Francia Libre pasó a ser denominada Francia Combatiente). El desembarco de Normandía permitió que los franceses libres (cabe destacar que, "Francia Libre" y "Fuerzas Francesas Libres" se emplean a menudo para referirse al mando político y a las fuerzas militares de Francia en el exilio) entrasen en contacto con los maquis de la Resistencia francesa y estos últimos empezaron a ser fusionados desde julio de 1944 en las FFI formando unidades combatientes de mayor tamaño, sujetas a disciplina propiamente militar, y bajo la dirección de oficiales profesionales. 
Esta decisión no fue inmediatamente popular en vista que muchos miembros del maquis no estaban acostumbrados a la disciplina militar, a que varias partidas de guerrilleros insistían en la obediencia a sus carismáticos jefes directos antes que a un abstracto cuerpo de oficiales, y también porque varios grupos de maquis (sobre todo comunistas y socialistas) deseaban ser dirigidos solo por oficiales de su misma ideología para así mantener su "identidad" partidaria en vez de fusionarse con tropas que carecían de ella. Tales objeciones fueron rechazadas por De Gaulle en vista de la urgente situación militar y la militarización progresiva del maquis continuó avanzando hasta formar las FFI: los guerrilleros que se negaron a ello debieron entregar las armas y volver a la vida civil.
Aun así, la mayor parte de los maquis aceptaron las nuevas reglas, en parte por la necesidad de unificar esfuerzos contra el enemigo nazi y en parte porque el suministro de armas por parte de británicos y estadounidenses solo alcanzaría a las tropas que aceptasen el mando del gobierno provisional de Charles de Gaulle (que ya estaba instalado en París desde fines de agosto de 1944). Otro factor importante fue la necesidad del nuevo gobierno francés (y de los maquis que lo apoyaban) de mostrar a Francia como un país beligerante que cooperaba sustancialmente con el esfuerzo militar de los aliados y la única forma visible de hacerlo era mediante las FFI que serían base de un renacido Ejército francés; gracias a ello tropas francesas pudieron participar en las operaciones aliadas de 1945 y participar exitosamente en la invasión aliada contra Alemania.